# Simbioza med generacijami
Simbioza med generacijami je zgodba socialnega podjetja Simbioza Genesis. Je zgodba o medgeneracijskem sodelovanju, prostovoljstvu in spodbujanju vseživljenjskega učenja. Simbioza je v letih 2011, 2012 in 2013 povezala Slovenijo z računalniškimi delavnicami v okviru projekta Simbioz@ e-pismena Slovenija, v letu 2014 pa so prvič izvedli projekt Simbioza Giba. Kot stranski projekti se pod okvirom podjetja izvajajo tudi naslednje zgodbe: "Na Triglav spreminjat svet!" Simbioza medgeneracijski center, Simbioza Mojstri, Simbioza Šola in Ypsilon Mladi.

## Simbioz@ e-pismena Slovenija
Simbioz@ e-pismena Slovenija je prostovoljski projekt, ki temelji na medgeneracijskemu sodelovanju in ga je med letoma 2011 in 2013 organiziral Zavod Ypsilon. Vsako leto so mladi prostovoljci v petih dneh na brezplačnih delavnicah po vseh Sloveniji predstavnike starejše generacije navduševali nad uporabo računalnika in interneta. Osrednji namen akcije je bil starejšim omogočiti pozitivno izkušnjo z računalnikom, vzbuditi in okrepiti njihovo samozavest ter jih motivirati za nadaljnje učenje in uporabo računalnika in interneta. S projektom so mlade pozvali k prostovoljstvu, starejše pa spodbudili, da so se vključili v vseživljenjsko učenje. 

### Statistika po letih

#### 2011
Pri projektu je v 230 Simbioz@ učilnicah sodelovalo 2413 prostovoljcev, ki so poučevali 5721 udeležencev. Med prostovoljci je bilo 745 osnovnošolcev, 582 zaposlenih in 572 študentov. Sodelovalo je tudi 282 dijakov, 196 brezposelnih in 36 upokojencev. Povprečna starost prostovoljcev je znašala 24 let. Povprečna starost udeležencev je bila 63 let. 
Podatki, vredni omembe: 
- najstarejši udeleženec je imel 97, najstarejši prostovoljec 72 let,
- največja in hkrati najbolj obiskana lokacija je bila Doba v Mariboru,
- najbolj pogosto ime med udeleženci je bilo Marija (379),
- najbolj pogosto ime med prostovoljci je bilo Anja (46),
- najbolj obiskan dan je bil ponedeljek.

#### 2012
Pri projektu je v 300 Simbioz@ učilnicah sodelovalo 3250 prostovoljcev, ki so poučevali 5033 udeležencev. Med prostovoljci je bilo 1111 osnovnošolcec, ki so pod nadzorom 114 mentorjev poučevali starejše. Sledilo je 648 zaposlenih, 597 dijakov, 571 študentov in 173 brezposelnih. Svoje vrstnike je poučevalo tudi 36 upokojencev. 
Podatki, vredni omembe: 
- najstarejša udeleženka je imela 93 let,
- najmlajši prostovoljci (17) so bili stari 10 let,
- največja in hkrati najbolj obiskana lokacija je bil Šolski center Ljubljana v Ljubljani,
- najbolj pogosto ime med udeleženci je bilo Marija (400),
- najbolj pogosto ime med prostovoljci je bilo Nina (60),
- najbolj obiskan dan je bil ponedeljek.

#### 2013
Pri projektu je na 328 lokacijah sodelovalo 3606 prostovoljcev, ki so poučevali 4926 udeležencev. Med udeleženci so prevladovale ženke (65 %), med prostovoljci pa je bilo razmerje bolj enakomerno (ženske 52 %, moški 48 %). 
Podatki, vredni omembe: 
- najstarejši udeleženec je imel 99 let,
- najmlajši prostovoljci (4) so imeli 7 let
- največja in hkrati najbolj obiskana lokacija je bila Občina Šentjur v Šentjurju,
- najbolj pogosto ime med udeleženci je bilo Marija (354),
- najbolj pogosto ime med prostovoljci je bilo Anja (69),
- najbolj obiskan dan je bil torek.

## Simbioza Giba
V letu 2014 so računalniške aktivnosti v okviru vseslovenske akcije zamenjale športne dejavnosti pod geslom Ponovno na konju! Akciji se je priključilo okrog 300 lokacij in več kot 10 000 udeležencev in prostovoljcev, ki so v tednu med 13. in 17. oktobrom 2014 gibali in se ukvarjali z različnimi športi.

## "Na Triglav spreminjat svet!" Simbioza medgeneracijski center
Septembra 2013 je bil z namenom spodbujanja aktivnega staranja in medgeneracijskega sodelovanja na Dunajski 22 v Ljubljani odprt Simbiozin medgeneracijski center "Na Triglav spreminjat svet!". Vsak mesec pripravljajo dnevne aktivnosti za preživljanje prostega časa za vse generacije. 
Poslanstvo MGC je spodbujanje medgeneracijskega sodelovanja in sožitja med generacijami. Izpostavljeno je povezovanje, informiranje, izobraževanje, prenos znanja in izkušenj. 

## Simbioza Šola
Projekt Simbioza Šola je nadgradnja 3-letnega projekta Simbioz@ e-pismena Slovenija. Osnovne in srednje šole so v šolskem letu 2013/14 prvič odprle vrata projektu SImbioza Šola in dvakrat letno (ali enkrat v celoti) izvedle 10-urni tečaj uporabe računalnika po principu medgeneracijskega sodelovanja. 
Simbioza Šola je lahko vsaka osnovna in srednja šola, ki želi delovati družbeno odgovorno, krepiti medgeneracijsko sodelovanje v lokalnem okolju in prenašati pozitivne zglede na mlajšo generacijo. 

### Statistika po šolskih letih

#### Šolsko leto 2013/14
Projekt je zajel 77 osnovnih in srednjih šol, ki so tekom šolskega leta izvedle brezplačne računalniške delanvice. Od marca do junija je pri izvajanju delavnic sodelovalo preko 800 starejših in več kot 700 prostovoljcev, izvedeno je bilo prek 1600 prostovoljskih ur.

## Simbioza Mojstri
Simbioza Mojstri so inovativen projekt socialnega podjetništva in prav tako nadgradnja SImbioze. Skozi medgeneracijsko sodelovanje sta povezani dve ciljni skupini - mladi iz ranljivih skupin ter starejši, ki se želijo naučiti uporabe računalnika. Mladim (vsipnikom, mladim brez izobrazbe, iskalcem prve zaposlitve) je omogočeno, da skozi 280-urno izobraževanje nadgradijo svoje računalniško znanje in s tem povečajo svojo konkurenčnost na trgu dela. Prav tako pa vzajemno pomagajo starejši generaciji pri osvojitvi računalniškega znanja. 
V letu 2014 je izobraževanje za Simbioza Mojstre zaključilo 17 mladih. 

## Ypsilon Mladi
Ypsilon Mladi je glavni projekt kampanje e-Skills for Jobs (Evropska komisija), ki so Simbioza Genesis izvaja v sodelovanju s slovenskim Microsoftom in je razdeljen v tri kategorije: brezplačna izobraževanja za mlade, Ypsilon Mojstre in Ypsilon Razvijalce, poleg tega pa izvajajo tudi srečanja s posameznimi potencialnimi podjetji. 
Zasnovan je bil z namenom zmanjšanja brezposelnosti, ki je v zadnjih letih vse bolj problematična realnost številnih mladih (tudi v Sloveniji). Projekt je tako združil dva aspekta - težnjo po zmanjšanju brezposelnosti in zaposlovanju IKT strokovnjakov.